# يفغيني زايتسيف (لاعب كرة قدم)
يفغيني زايتسيف (بالروسية: Евгений Викторович Зайцев)‏ هو لاعب كرة قدم روسي في مركز الهجوم، ولد في 18 مارس 1968. لعب مع فاكل فارونيش ‏.